# Castello di Dosso Maggiore
Il castello di Dosso Maggiore è un castello medievale in rovina che si trova nel comune di Brentonico in provincia di Trento.

## Contesto insediativo
I resti dell’edificio si collocano su un dosso lungo la vecchia strada che collega l’abitato di Brentonico a Castione in una posizione elevata da cui è apprezzabile un’ottima visuale sulla Valle dell’Adige, del Sorna e del Cameras. Lungo la strada verso Brentonico vi era una chiesa intitolata a Santa Caterina citata nella visita pastorale del Giberti vescovo di Verona del 28 Maggio 1530 rappresentata in un disegno a carboncino nel Codice Brandis, collocata su di un piccolo dosso vicino a Dossomaggiore.

## Storia

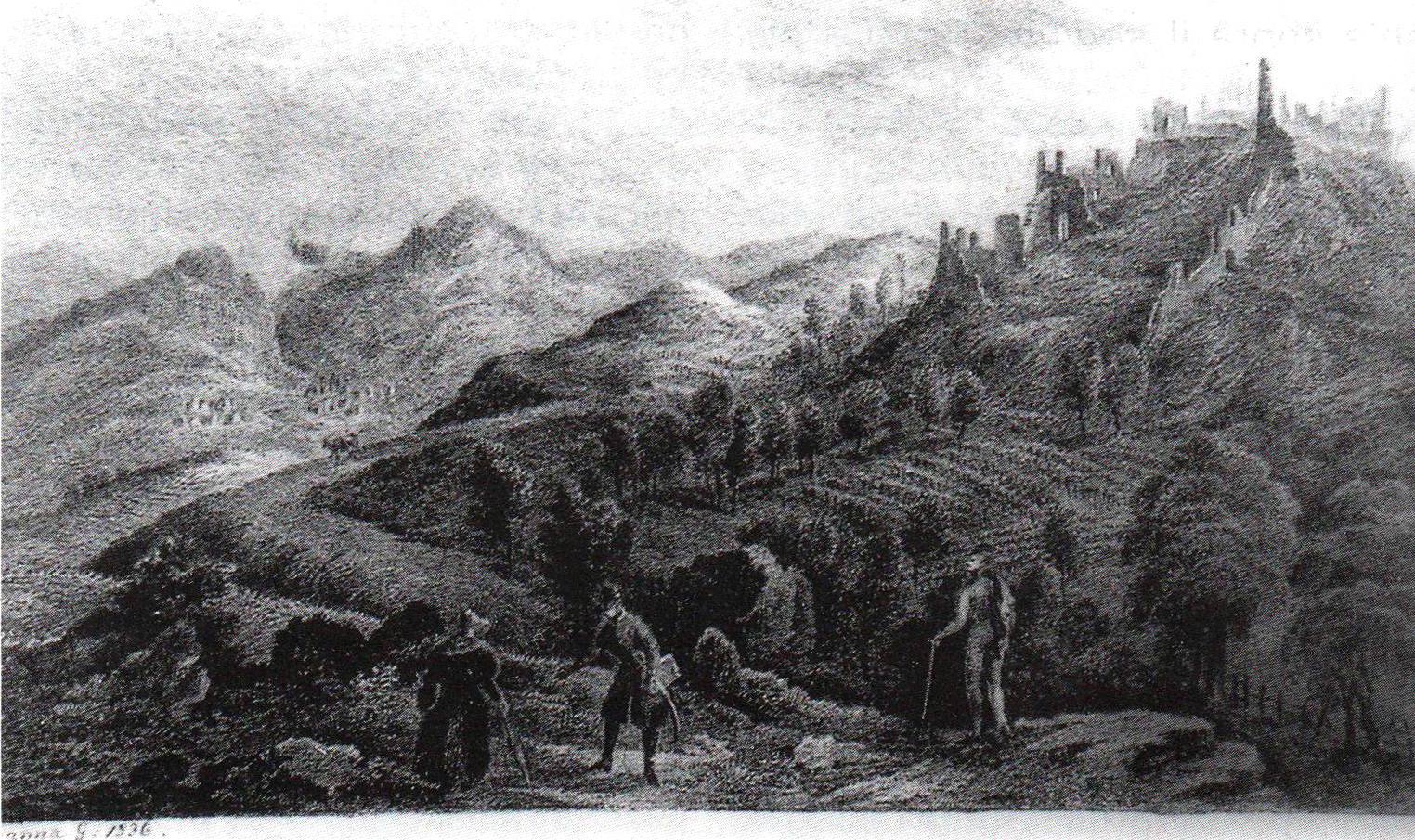
Le rovine in un'incisione di Johanna von Isser Großrubatscher, 1836

Il castello appartenne inizialmente ai signori di Brentonico, chiamati anche di Dosso Maggiore dal 1289; infatti Umberto di Brentonico, capostipite della famiglia, è nominato in un documento del 1174, mentre nel 1221 il principe-vescovo Adelpreto di Ravenstein dispone, in un documento, che non sia interdetto l’accesso al suo castro de Dosso Maiore a Umberto II da Brentonico.
Nel 1307 tuttavia Guglielmo il Grande di Castelbarco ricevette l’investitura vescovile comprensiva di tutta la giurisdizione del plebato di Brentonico, della sua curia e delle sue pertinenze; infatti, nel XIII secolo, il castello passò ai Castelbarco. Dal 1357 Guglielmo III di Castelbranco divenne il capostipite della linea castrobarcense di Dosso Maggiore-Avio.
Nel 1385 Azzone Francesco, ultimo signore dei Dosso Maggiore-Avio, ottenne l’investitura dal Vescovo di Trento Giorgio di Liechtenstein e nel 1410 veniva dichiarata nel suo testamento la volontà di lasciare i beni e i castelli alla Repubblica di Venezia, la quale ne prese possesso l’anno seguente. Il doge Michele Steno effettuò lavori volti ad una ristrutturazione dell'edificio.
Nel 1509 il castello passò sotto il dominio asburgico, subito dopo la sconfitta della Serenissima nella Guerra della Lega di Cambrai. In seguito, il vescovo Cristoforo Madruzzo investì il già luogotenente Gaudenzio Madruzzo dei Vicariati nel 1540; successivamente i Castelbarco tentarono prima con la forza e poi per vie legali di rientrare in possesso dei Vicariati e nel 1654 riuscirono nell’intento grazie ad una sentenza pronunciata in loro favore dal Consiglio aulico imperiale.

### Prime testimonianze

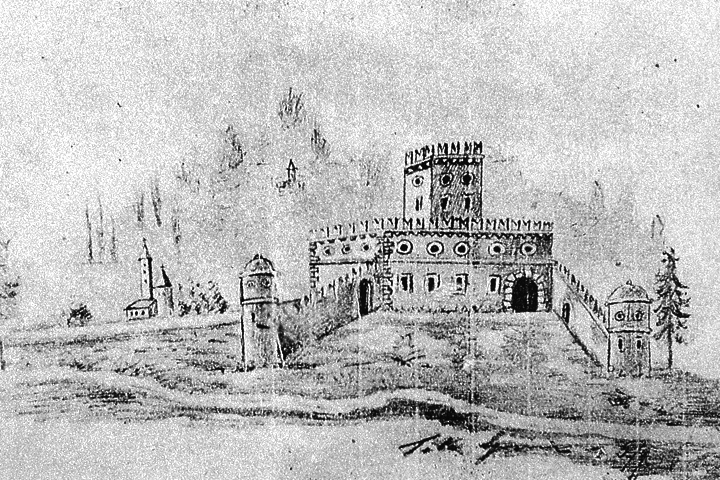
Il castello raffigurato in un disegno votivo del 1638

Dalla fine del XII secolo iniziano ad emergere testimonianze che fanno luce sulla vita sociale e sugli aspetti istituzionali di Brentonico; infatti già nel 1171 la comunità era attiva nel difendere i propri interessi sul monte Bordina alle estreme pendici settentrionali della catena del Baldo, intraprendendo una impegnativa controversia in materia di confini con Nago e Mori, che durò poi per secoli.
Al 1174 risalgono le prime notizie della presenza signorile nel territorio relative alla famiglia Da Brentonico, e poco dopo quelle riguardanti il Castello Di Dosso Maggiore, edificio probabilmente di origine comunitaria ma all’epoca sotto il controllo dei Brentonico. In quel periodo, infatti, si verificò un diffuso fenomeno di incastellamento che, coerentemente con le caratteristiche geografiche del territorio, vide concentrare i siti fortificati in prossimità delle principali strade e vie di collegamento. A questo fenomeno si aggiunse anche il limitrofo altopiano di Brentonico, che offrendo un collegamento alternativo tra la valle dell’Adige e il Lago di Garda rappresentava un’area strategicamente sensibile. Le prime testimonianze riguardanti l'esistenza dei castelli locali, non permettono di risalire a prima del tardo XII secolo, epoca in cui Olderico da Brentonico ed il figlio Uberto, dovevano già essere titolari del Castello Di Dosso Maggiore, a quanto si deduce dal documento che, nel 1214, lo menziona per la prima volta.
Vi sono numerose tracce del 1214 che riguardano un contrasto tra Uberto Da Brentonico e il vescovo Federico Vanga che fanno riferimento ai diritti detenuti da quest’ultimo sull’altopiano e nel Castello di Dosso Maggiore. Una di queste riguarda un uomo della masnada dei Castelbarco, tale Ottone Pernice (o Perdice) di Brentonico, che afferma di essere il presule maior dominus et regulanus in plebatu brentonici et specialiter in regula maiori, ovvero detentore della prerogativa di intervenire negli affari normalmente gestiti dalla “regola” (cioè dall’assemblea dei capifamiglia che si occupava essenzialmente dell’amministrazione dei beni comuni e della disciplina della vita sociale ed economica della comunità rurale) e soprattutto in quelli di maggior rilievo discussi nella “regola maggiore” (presumibilmente l’assise plenaria, normalmente riunita una volta all’anno, cui si potevano affiancare quelle delle singole vicinie o altre sedute minori per la gestione della normale amministrazione). D’altra parte, Uberto stesso, Briano di Castelbarco e Adelperino risultano godere il diritto – concesso loro dal vescovo – di riscuotere un tributo pubblico, il fordum.
I Brentonico possedevano diritti anche altrove, come ad esempio nel territorio di Castelcorno d’Isera; la famiglia aveva inoltre rapporti con quella dei Castelbarco, la cui presenza è documentata dal 1211 (data in cui Briano di Castelbarco ottenne di poter costruire nel villaggio una domus murata).
La situazione dei rapporti di forza tra episcopio e milites è illustrata anche in un documento del 1221, in cui il vescovo riceve una serie di refutazioni tra cui quelle di alcuni feudi di Briano e di Uberto (al quale viene anche ingiunto di non impedire al presule il godimento dei suoi diritti sul Castello Di Dosso maggiore e sui beni elencati), e da un altro datato 1231 nel quale ancora Uberto, e insieme a lui anche Aldrighetto e Azzone Castelbarco, riconoscono il diritto vescovile di regolaneria maggiore, secondo cui il Nunzio vescovile doveva sempre partecipare alle riunioni della regola. Per questo motivo lo Scario vescovile doveva essere sempre tempestivamente avvisato della convocazione e doveva, a sua volta, comunicare sempre la notizia al Gastaldo; nel caso in cui non fosse presente il Nunzio, l’assemblea non si può svolgere. Diversamente, se l’istanza di convocazione fosse venuta dal Gastaldo, questa sarebbe dovuta essere partecipata a Uberto Da Brentonico e ai suoi fratelli Adelpreto, Aldrighetto e Azzone Castelbarco, oltre che agli uomini di Brentonico, in assenza dei quali la seduta non si sarebbe potuta svolgere.
Nel corso degli anni, la dinastia castrobarcense prevalse sulla famiglia locale, che si sarebbe presto estinta, scalzandola dai suoi possedimenti. L’ultima notizia dell’appartenenza del Castello Di Dosso Maggiore ai Brentonico risale al 1285, mentre nel 1307 l’edificio dovette far parte del parchetto feudale di cui fu investito Guglielmo di Castelbarco, quest’ultimo infatti già nel 1303, aveva rilevato i beni dei Brentonico. Alla sua morte avvenuta nel 1320 il castello fu assegnato insieme a quello di Sabbionara d’Avio a suo nipote Guglielmo di Azzone; seguirono poi vicende dinastio-ereditarie fino a quando Azzone Francesco nel 1388 ne ricevette il mero et mixto imperio, riconfermatogli nel 1391 e rinnovato per l’ultima volta nel 1400.
Gli ormai ruderi del castello si affacciano sul tratto settentrionale della Val Lagarina e sulla laterale Valle del Càmeras, in vista dei castelli di Lizzana, Rovereto, Pradaglia (Isera), Monte Albano (mori) e Gresta (Pannone). Questo non è però l’unico edificio fortificato dell’altopiano, infatti vanno ricordati Castel Saiòri (ovvero San Giorgio, documentato nel 1218) sovrastante Chizzola, il castello di Dos Robion (in località Fèsta, documentato-benché equivocandone il nome- dal 1270), ma anche gli scomparsi castelli Tordòi (documentato nel 1339 e ubicato nella zona sopra Fontèchel), Zengulo (documentato nel 1321) e Palù (Castrum Paludis, documentato tra il 1211 e il 1365)  – che ancora presenta qualche aspetto incerto – del quale resta da definire l’eventuale identità con la casa torre che, fu costruita nel 1211 in cambio della demolizione del castrum leonis di Briano di Castelbarco, ed anche con la torre di Brentonico di cui è attestata l’esistenza presso la pieve nel 1285.

### Fonti storiche e iconografia
Vi sono alcune riproduzioni iconografiche della struttura del castello in cui è rappresentata anche la piccola chiesa di Santa Caterina ricordata nella visita pastorale del Giberti del 1530 situata su un dosso adiacente Dosso Maggiore; si tratta di uno schizzo a matita di Ambrogio Boschetti che si è basato su un quadro votivo del 1638. Un’altra rappresentazione del castello si trova nel Codice Brandis.

## Descrizione

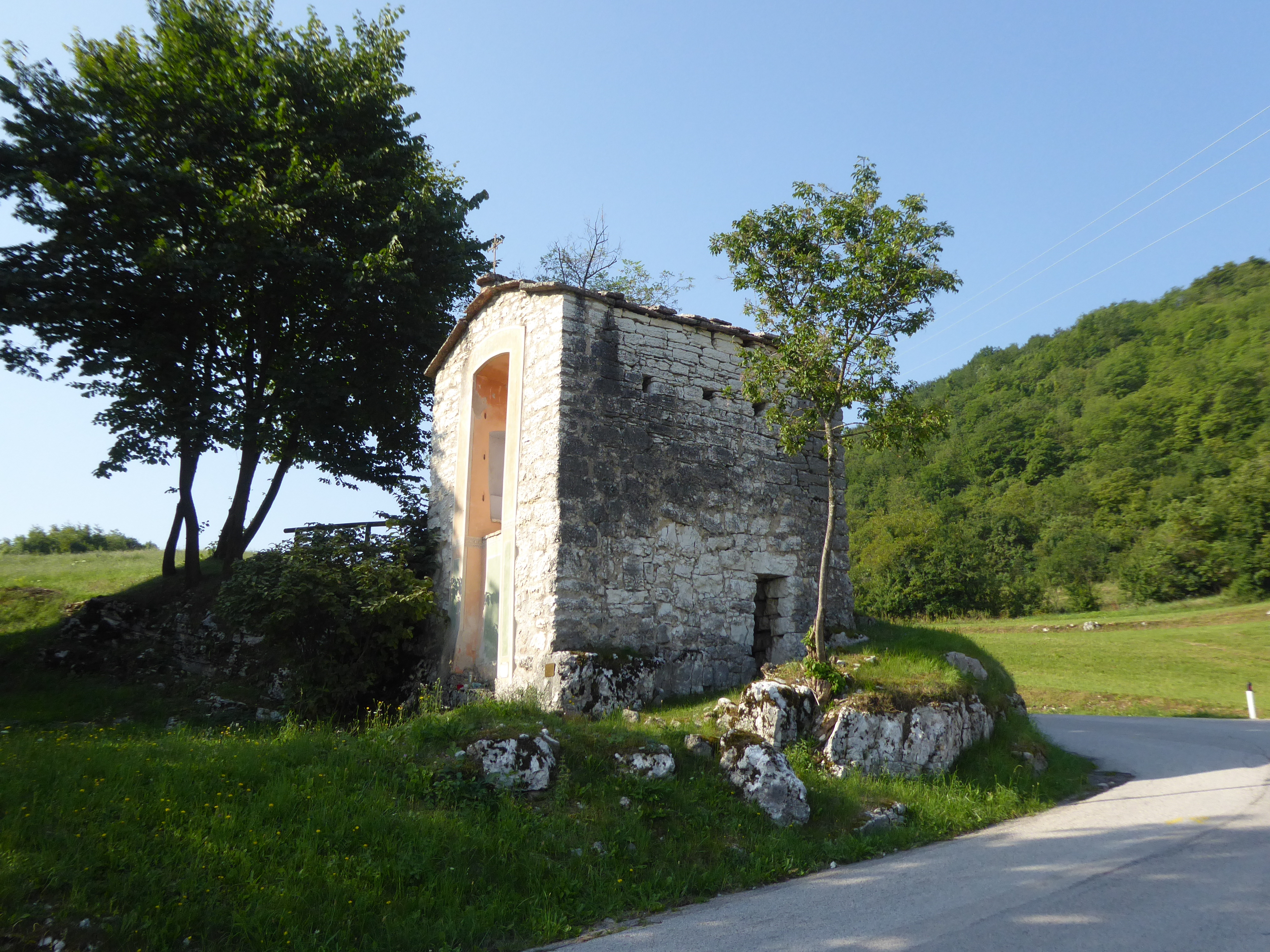
Il "capitello della forca" lungo la strada tra Castione e Brentonico; è un edificio con due camere (una sotto con accesso laterale e una sopra con accesso sul retro) riconvertito in edicola votiva, che costituirebbe l'unico volume rimasto integro del castello. Secondo una tradizione, esso deve il suo nome al fatto che sul luogo venivano impiccati i condannati a morte

Le strutture visibili attraverso la vegetazione si conservano allo stato di rudere e si presentano di difficile lettura stratigrafica. È comunque esistente il perimetrale, riconducibile forse ad uno sbarramento difensivo, mostra tecnica muraria in pietre di medesima natura, spaccate, apparecchiate a corsi sub orizzontali con alcuni elementi allettati a 45° e zeppe in lapideo. I giunti si presentano degradati.
Proseguendo la risalita dell’altura, si scorgono numerose creste murarie la cui interpretazione sarebbe possibile solo attraverso uno scavo archeologico. In sommità si rilevano, inoltre, alcuni perimetrali di buona fattura. Il primo, visibile dal sottostante piazzale, è costituito da pietre di uguale litologia, sbozzate con tessitura a corsi sub-orizzontali paralleli con la presenza di elementi posti verticalmente. La sezione, del tipo a sacco, misura spessore di 0,70 m circa. La malta di connessura è di calce aerea e sabbia fine-molto grossa e ghiaino, di colore grigio chiaro e inerti arrotondati policromi. Il setto murario, forse pertinente ad un perimetro difensivo, si presenta scarpato alla base; intervento probabilmente da collocare in un’epoca successiva. Un secondo paramento è visibile lungo il percorso in posizione più arretrata. La tecnica muraria è di qualità minore: pietre di diversa natura spaccate a corsi sub-orizzontali, di dimensioni e forma variabili; i giunti si presentano anche qui degradati. Un ulteriore muro, collocato più a settentrione, si connota della stessa tecnica della prima emergenza architettonica descritta. La malta di connessura è di calce aerea e sabbia fine-molto grossa e ghiaino, di colore grigio chiaro e inerti arrotondati policromi. Durante l'invasione del Trentino del 1703, il castello fu distrutto dalle truppe del generale Vendôme, che lo espugnò, lo diede alle fiamme e non fu mai più ricostruito. Ulteriori danni furono provocati dallo scavo di trincee durante la Prima guerra mondiale, data la vicinanza con il fronte.

### Fonti materiali
Le fonti materiali rimaste sono alcuni lacerti di muratura in alzato; le fasi visibili presentano una tecnica muraria costituita da corsi regolari orizzontali di pietre sbozzate con tratti “a spinapesce”. Da una foto scattata nel 1963 e riportata dal Gorfer, è visibile un’apertura inserita in rottura nel perimetrale. Delle altre murature è difficile capire i rapporti stratigrafici e impossibile individuare degli ambienti, a parte la presenza di un vano voltato, di cui è visibile l’attacco della volta nel perimetrale del vano stesso. Attraverso l’analisi delle immagini LiDAR che permettono la rimozione della vegetazione si posso ipotizzare delle anomalie di origine antropica sulla sommità del dosso, ma l’alta densità della vegetazione non ha permesso un rilievo dettagliato delle strutture conservate in alzato.